# Ancestral Romance
Ancestral Romance är det spanska symphonic power metal-bandet Dark Moors åttonde album, vilket blev inspelat i Italien, med hjälp av producenten Luigi Stefanini, och blev släppt år 2010, via skivbolaget Scarlet Records. De flesta spåren i själva skivan är baserade i spansk kultur och litteratur.

## Låtlista
1. "Gadir" - 4:59 (baserad i Europas första stad Cadiz)
2. "Love From the Stone" - 4:02 (baserad i romanen "Lovers of Teruel")
3. "Alaric de Marnac" - 4:42 (baserad i författaren Paul Naschys sista bok)
4. "Mio Cid" - 6:39 (baserad i spanska medeltida hjälten El Cid)
5. "Just Rock" - 2:35
6. "Tilt at Windmills" - 5:19 (baserad i Don Quijote de la Mancha)
7. "Canción del Pirata" - 5:39 (baserad i en dikt av spanska författaren José de Espronceda)
8. "Ritual Fire Dance" - 3:58 (baserad i ballet-stycket "Danza Ritual del Fuego", av spanska kompositören Manuel de Falla)
9. "Ah! Wretched Me" - 4:59 (baserad i teaterpjäsen "Livet är en dröm", av spanska dramatikern Pedro Calderón de la Barca)
10. "A Music in my Soul" - 7:31

## Medlemmar
- Alfred Romero - sång
- Enrik Garcia - gitarr
- Mario Garcia - bas
- Roberto Cappa - trummor
- Berenice Musa (Tears Of Martyr) - sopran